# منتزه مثلث البحوث
منتزه مثلث البحوث (RTP) هو أكبر مجمع أبحاث في الولايات المتحدة. يشغل المنتزه مساحة قدرها 7,000 أكر (2,833 ها) في ولاية كارولينا الشمالية ويستضيف أكثر من 300 شركة و65000 عامل.
سميت المنشأة بموقعها نسبة إلى المدن الثلاث المحيطة بها وهي رالي ودورهام وتشابل هيل، أو بشكل أكثر دقة نسبة للجامعات البحثية الرئيسية الثلاث فيها: جامعة ولاية كارولينا الشمالية ، وجامعة ديوك ، وجامعة نورث كارولينا في تشابل هيل. تلقت منطقة مثلث البحوث في ولاية كارولينا الشمالية اسمها كامتداد لاسم المنتزه. بصرف النظر عن المدن الثلاث فإن المنتزه يحده أيضًا مجتمعات موريسفيل وكاري (كارولاينا الشمالية).

## مقالات ذات صلة
- منطقة الابتكار